# Oswald Bumke
Oswald Conrad Eduard Bumke (ur. 25 września 1877 w Słupsku, zm. 5 stycznia 1950 w Monachium) – niemiecki lekarz psychiatra i neurolog, profesor Uniwersytetu w Rostocku, Uniwersytetu Wrocławskiego oraz Uniwersytetu Ludwika i Maksymiliana w Monachium.

## Życiorys
Ojciec, Albert Bumke (1843–1892), był lekarzem, asystentem Virchowa. Matka Emma (1850–1914) była córką słupskiego fabrykanta Karla Westphala. Starszymi braćmi Oswalda byli prawnicy, Erwin i Siegfried Bumke.
Studiował medycynę na Uniwersytecie we Fryburgu, Lipsku, Monachium i Halle. W 1901 roku otrzymał tytuł doktora medycyny na Uniwersytecie w Kilonii, w 1904 roku habilitował się pod kierunkiem Alfreda Hoche i został Privatdozentem na Uniwersytecie we Fryburgu. W 1910 roku mianowany profesorem nadzwyczajnym. W 1914 powołany na katedrę psychiatrii na Uniwersytecie w Rostocku, w 1916 roku został profesorem na Uniwersytecie we Wrocławiu. W 1918 roku zaoferowano mu katedrę Uniwersytetu w Heidelbergu, ale odmówił z powodu rozdziału kliniki neurologicznej i psychiatrycznej w tym ośrodku. W 1921 roku zastąpił Paula Flechsiga na katedrze psychiatrii Uniwersytetu w Lipsku. W 1924 zastąpił Emila Kraepelina na stanowisku dyrektora Instytutu Psychiatrycznego w Monachium. W latach 1928–1929 był rektorem Uniwersytetu w Monachium, przez 22 lata prowadził monachijską klinikę psychiatryczną.

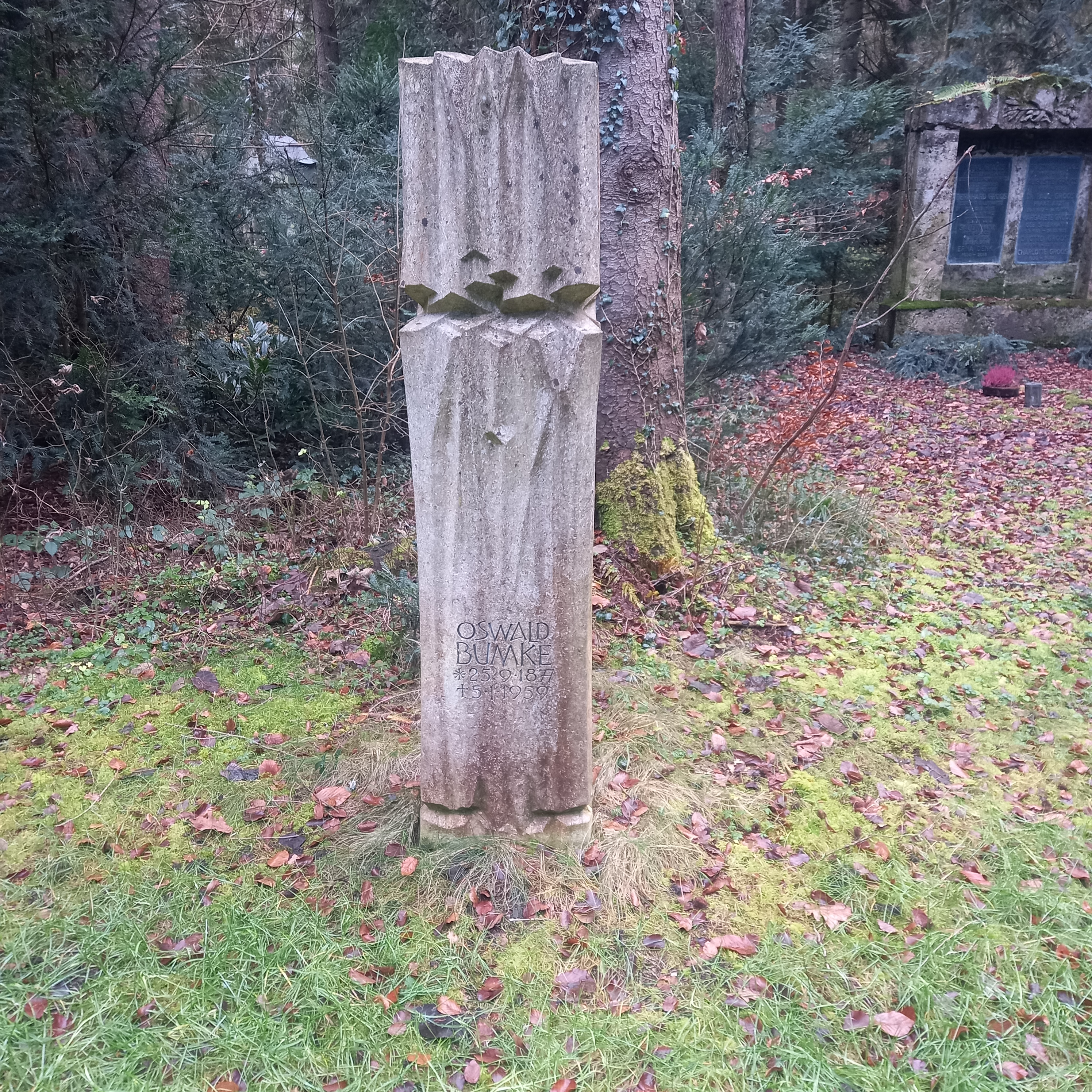
Grobowiec Oswalda Bumke na Cmentarzu Leśnym w Monachium

## Prace
- Die Pupillenstörungen bei Geistes- und Nervenkrankheiten, 1904
- Über nervöse Entartung. Berlin, 1912
- Lehrbuch der Geisteskrankheiten. Wiesbaden, 1919
- Das Unterbewusstsein. Eine Kritik, 1922
- (Hrsg.) Handbuch der Geisteskrankheiten, 1928–1939
- An den Grenzen der Psychiatrie, 1929
- Handwörterbuch der psychischen Hygiene und der psychiatrischen Fürsorge. Berlin: W. de Gruyter & Co., 1931
- Die Psychoanalyse und ihre Kinder, 1938
- Der Staat und die Geisteskrankheiten, in einem Ergänzungsband zum Handbuch der Geisteskrankheiten, 1939
- Gedanken über die Seele. Berlin, 1941
- Erinnerungen und Betrachtungen. Der Weg eines deutschen Psychiaters. Mit einer Aphorismen-Sammlung. München: Pflaum, 1952